# Parc de la Liberté (Tallinn)
Le parc de la liberté (estonien : Vabaduse park) est un parc du quartier de Nõmme à Tallinn en Estonie.

## Présentation
Le parc est bordé par les rues Sihi, Lõuna, Ravila, J. Mändmetsa, Nõmme-Kase et Hiiu. 
La superficie du parc est de 14,74 hectares. 
Le parc du Sanatorium et le parc d'Hiiu sont situés à proximité du parc.
De nos jours le parc accueille des événements. 
Le parc a accueilli la foire de rue "Roheliste gatete tāvāv", la fête de la chanson pour enfants de Nõmme et "Nõmme kevad",.
Le 17 juin 2018, la IVe Journée de la chanson et de la danse a eu lieu dans le parc de Nõmme, renouant avec la tradition des journées de la chanson à Nõmme aux premiers jours de la république. 
Le 29 juillet 2007, une loi est entrée en vigueur qui place sous protection la forêt du parc de la liberté.

## Histoire
Le parc de Vabadus est l'un des parcs forestiers très caractéristique de Nõmme. 
De telles forêts de pins étaient prévues pour Nõmme déjà à la fin des années 1920. 
En 1937, le conseil municipal a approuvé le plan final, selon lequel Nõmme devait avoir trois parcs forestiers et douze boulevards.

## Galerie

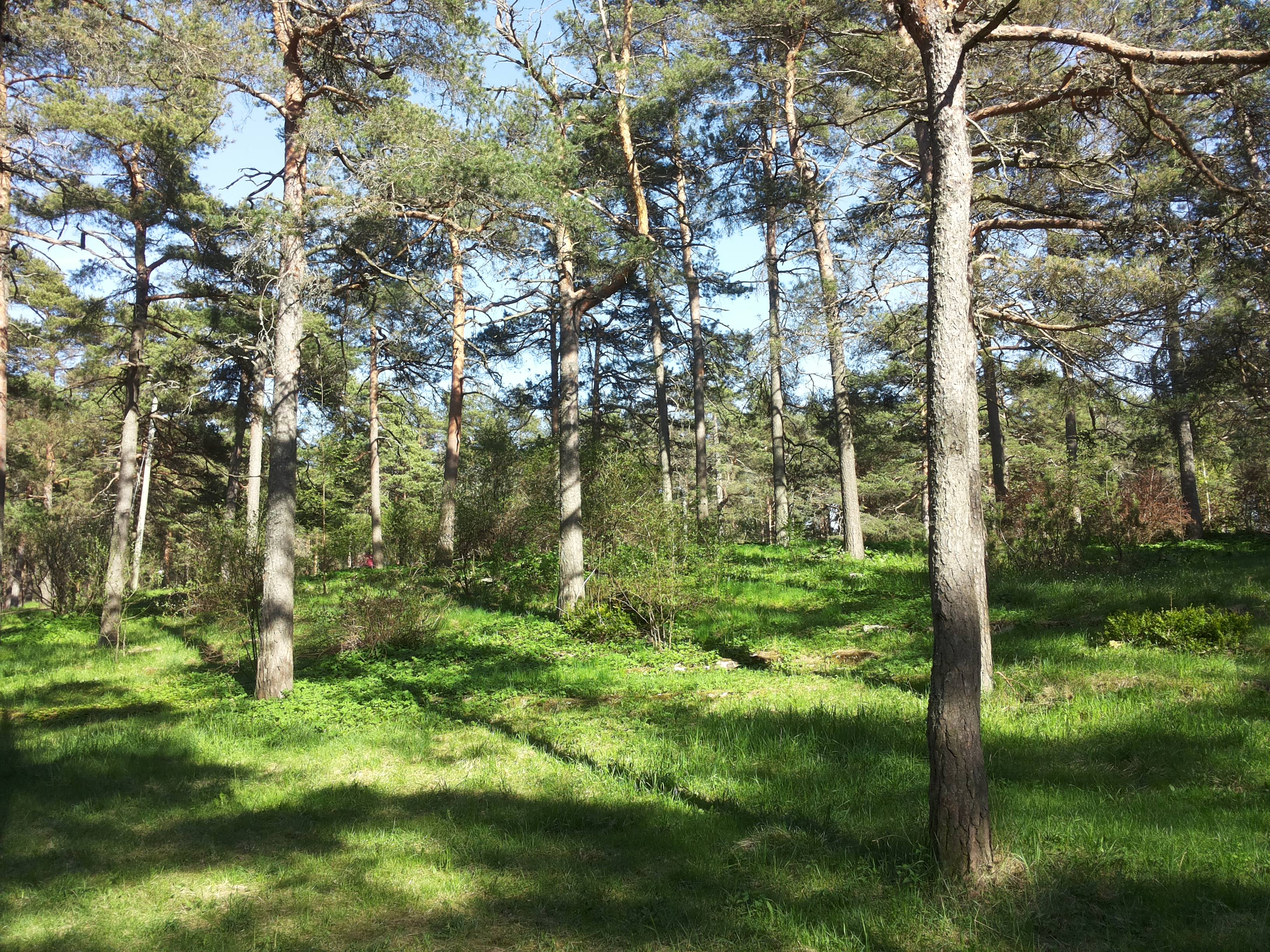
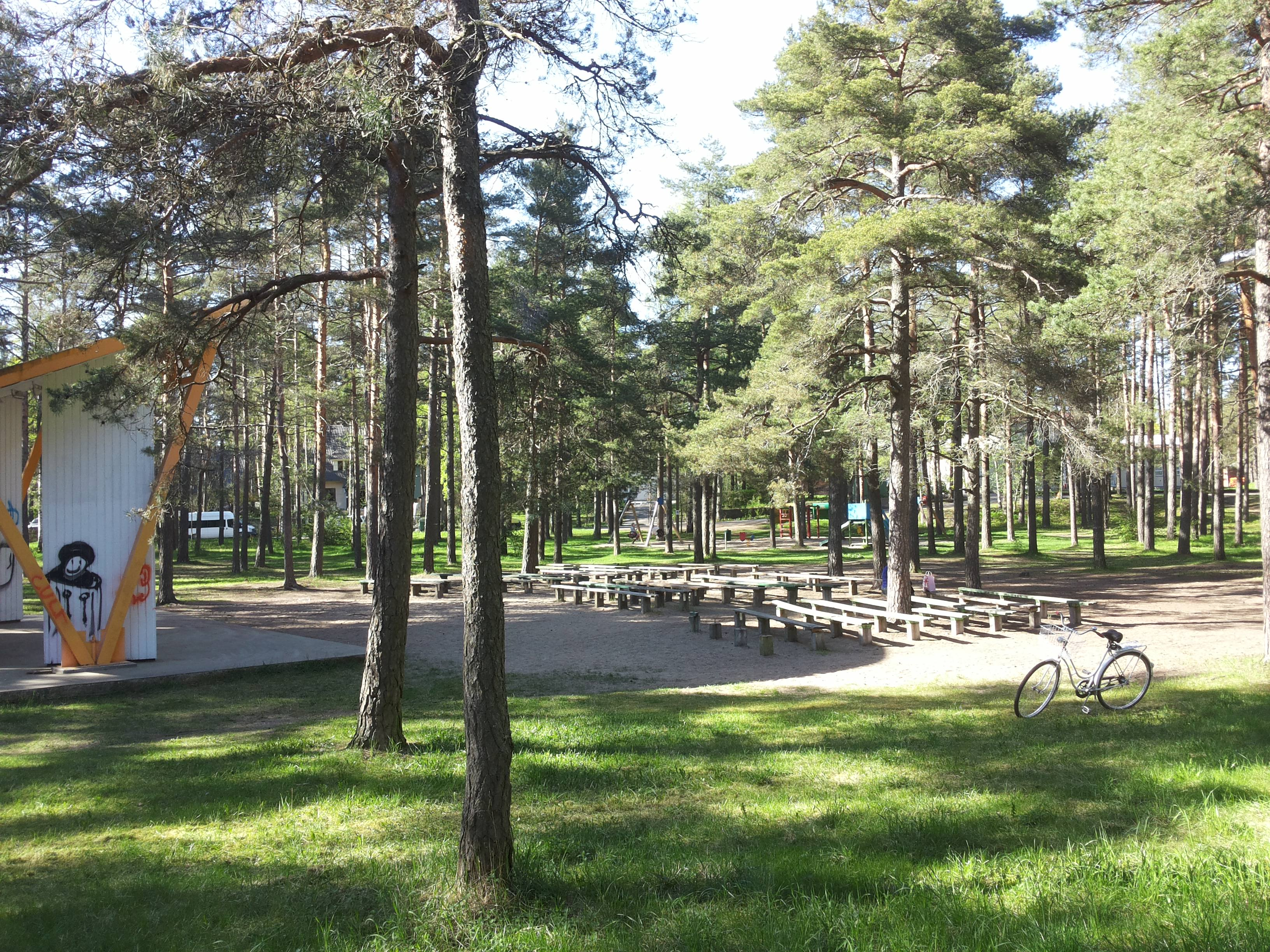